# Atomo di parentela
L'atomo di parentela viene definito dall'antropologo Claude Lévi-Strauss (1908-2009) come l'insieme dei legami di "affinità" (cioè i vincoli conseguenti al matrimonio),dei legami naturali di "filiazione" (tra genitori e figli) e di "consanguineità" (tra fratelli). 
Questo concetto viene coniato da Levi-Strauss nella sua opera "Le strutture elementari della parentela" (1949) quando definisce la linea di confine tra natura, ovvero il modo di vita animale, e la cultura, cioè l'insieme dei modi di vita istituiti dagli uomini. 